# Achipteria alpestris
Achipteria alpestris är en kvalsterart som först beskrevs av Aoki 1973.  Achipteria alpestris ingår i släktet Achipteria och familjen Achipteriidae. Inga underarter finns listade i Catalogue of Life.